# Dryoscopus gambensis
La cubla del Gambia u obispillo común (Dryoscopus gambensis) es una especie de ave paseriforme de la familia Malaconotidae propia del África subsahariana ecuatorial.
Puede ser encontrada en los siguientes países: Angola, Benín, Burkina Faso, Burundi, Camerún, República Centroafricana, Chad, República del Congo, República Democrática del Congo, Costa de Marfil, Guinea Ecuatorial, Eritrea, Etiopía, Gabón, Gambia, Ghana, Guinea, Guiné-Bissau, Kenia, Liberia, Malí, Mauritania, Níger, Nigeria, Ruanda, Senegal, Sierra Leona, Somalía, Sudán, Tanzania, Togo y Uganda.
Sus hábitats naturales son: bosques húmedos tropicales de baja altitud, vegetaciónes de mangal tropicales y sabanas húmedas.